# Daemonorops longipes
Daemonorops longipes là loài thực vật có hoa thuộc họ Arecaceae. Loài này được (Griff.) Mart. mô tả khoa học đầu tiên năm 1853.